# Sefardische Joden
Sefardische Joden of Sefardim (Hebreeuws: ספרדי, Standaard Səfardi Iberiaans Səp̄arədî; meervoud: ספרדים, Standaard Səfaradim Iberiaans Səp̄arədîm) zijn Joden wier voorouders in Spanje en Portugal leefden. In 1492 werden zij als gevolg van het verdrijvingsedict gedwongen Spanje te verlaten, dan wel zich tot het christendom te bekeren. In 1497 werden de Sefardim in Portugal voor dezelfde keuze gesteld. Hiermee kwam een einde aan een periode van openlijke Joodse aanwezigheid op het Iberisch Schiereiland, die al zou dateren van de Fenicische of latere Carthaagse periode, dus in ieder geval teruggaat tot voor de Romeinse verovering van Iberië.
De term Sefardim is afgeleid van het Hebreeuwse woord "Sefaràd", dat Spanje betekent. De taal van de Sefardim is het Ladino, een aan het Spaans verwante taal met veel Hebreeuwse woorden. Deze taal is echter bijna uitgestorven: Sefardische Joden spreken nu voornamelijk (in Israël) Modern Hebreeuws en ook in andere landen de landstaal. Het Ladino leeft nog voort in het Sefardische muziekgenre.
De Sefardische Joden stonden in West-Europa vaak meer in aanzien dan de Asjkenazim, de Joden uit Oost-Europa. De Sefardim speelden een rol in bankwezen en wetenschap. Een aantal van hen werd in de adelstand verheven, zoals de familie Lopes Suasso.

## Mizrachi-Joden
In een bredere zin wordt de term 'Sefardisch' ook gebruikt voor de Mizrachi-Joden (Mizrahi). Dit zijn de Joden die al vanouds in het Midden-Oosten en de Arabische wereld wonen, in landen zoals Perzië, Syrië en Irak. Echter, hun gebedenboeken verschillen van die van de Sefardische Joden afkomstig uit Iberië, evenals hun cultuur. Mizrachi Joden spreken Arabisch en Joodse dialecten, zoals Joods-Arabisch, Joods-Perzisch (Jidi) of Joods-Aramese dialecten.
Sinds de oprichting van de staat Israël zijn de gemeenschappen van de Mizrahi in hun oorspronkelijke landen vrijwel allemaal nagenoeg verdwenen. De hedendaagse Mizrahi in Israël zijn veelal geïntegreerde Israëli en ook in Israël geboren (zogenaamde Sabras). De Mizrahi in Israël ressorteren onder het Sefardische opperrabinaat.

## Geschiedenis
Wanneer de eerste Joden zich in Iberië vestigden, is onduidelijk. Volgens verschillende legendes zouden er al sinds de tijd van de Feniciërs en koning Salomo Joden in Spanje leven die toen handelden met het eveneens legendarische Tarsis.

### De Romeinse tijd
Vast staat dat ten tijde van de Romeinse verovering van Iberië (vanaf de tweede eeuw voor Christus) al Joden in Iberië en Zuid-Frankrijk leefden waar ze betrekkelijk vreedzaam konden leven. Zij zouden als handelaren naar die gebieden zijn gemigreerd.

### De Visigotische tijd
In het begin van de heerschappij van de Visigoten (vanaf de vierde eeuw na Christus) kon de Joodse bevolking van Iberië naar wordt aangenomen in redelijke vrijheid leven. Dit veranderde in de loop der tijden echter, vooral nadat de Visigotische heersers in 589 van het ariaanse christendom naar het katholieke christendom waren overgegaan. Het kwam in die tijd zelfs tot een verbod op het joodse geloof, maar onduidelijk is of dat verbod in de praktijk ook werd uitgevoerd.

### De Moorse tijd
De Sefardim verwelkomden de Moorse inval in Zuid-Spanje (712) en de daaropvolgende verovering van een groot deel van het Iberische Schiereiland omdat zij hoopten in meer vrijheid te kunnen leven dan ten tijde van de Visigotische heerschappij. Die hoop bleek bewaarheid te worden: ten tijde van de Moorse heerschappij van Spanje leefden de Sefardim gedurende langere perioden in relatieve vrijheid en de Sefardische gemeenschap maakte een bloeitijd door op cultureel, filosofisch, wetenschappelijk en theologisch terrein. Ook in de Moorse tijd kwamen echter perioden voor zoals tijdens het kalifaat van de Almohaden waarin de geloofsvrijheid ernstig onder druk kwam te staan.

### De Reconquista en de verdrijving uit Iberië
De situatie van de Sefardim verslechterde echter definitief toen hun woongebieden, gedurende de Reconquista (herovering) van Spanje, door de christenen geleidelijk werden veroverd op de Moren. In deze gebieden kwamen de Sefardim in het algemeen zwaar onder druk te staan. In verschillende delen van het land werd wetgeving ingevoerd die ertoe moest leiden dat de Sefardim gemarginaliseerd werden van de rest van de bevolking. Ook kwam het op grote schaal tot pogroms die velen het leven kostten en vele Sefardim voelden zich gedwongen zich tot het christendom te bekeren om het vege lijf te redden. In 1492 eindigde met de inname van Moors Granada door het katholieke koningspaar uiteindelijk de Reconquista van Spanje. In datzelfde jaar vaardigden zij het Verdrijvingsedict uit als gevolg waarvan de Sefardim definitief gedwongen werden Spanje te verlaten, dan wel zich tot het christendom te bekeren. Zij die zich niet tot het christendom bekeerden, vertrokken voornamelijk naar Portugal (dat toen een zelfstandig koninkrijk was), het Ottomaanse Rijk en Noord-Afrika. Een kleinere groep vertrok naar de Nederlanden, Frankrijk, Italië en Engeland.
Koning Johan II van Portugal stond de gevluchte Joden met tegenzin een verblijf van maximaal acht maanden toe. Van wie langer bleef, werden in 1493 de kinderen afgepakt, om een katholieke opvoeding te krijgen op het verre Sao Tomé. Uiteindelijk werden de Sefardim in Portugal in 1497 voor dezelfde keuze gesteld als een aantal jaren daarvoor in Spanje. Het precieze aantal Sefardim dat Iberië ontvluchtte, is onduidelijk. Aangenomen wordt dat in totaal naar schatting zo'n 200.000 Sefardim het Iberisch Schiereiland ontvluchtten.
De omvang van de Joodse bevolking van Iberië rond de tijd van de verdrijving staat niet precies vast. De schattingen lopen uiteen van zo'n 100.000 tot zo'n 300.000 personen. De groep was daarmee een aanzienlijke minderheid van de totale Iberische bevolking. Hoeveel personen zich tot het christendom bekeerden en hoeveel Iberië verlieten, staat ook niet precies vast. Aangenomen wordt dat een meerderheid van de Sefardim Iberië verlaten heeft.
Van de Sefardim die naar Nederland kwamen, vertrok een deel naar de Nederlandse Antillen en Brazilië, waar de West-Indische Compagnie toentertijd een kolonie had gesticht. Een deel van de Braziliaanse Joden vluchtte later naar Suriname en de Nederlandse Antillen, waar zij weer handelsbetrekkingen opbouwden met hun verwanten in Nederland.
De Sefardim die zich tot het christendom bekeerden, werden Conversos, Nieuw Christenen, Anusim of smalend Marranos (zwijnen) Marranen genoemd. Conversos werden veelvuldig door de Inquisitie vervolgd onder de beschuldiging dat zij heimelijk joods zouden zijn gebleven. Zij die dit inderdaad bleven, worden cryptojoden genoemd. Naar aanleiding van de permanente onzekerheid die met de vervolging door de Inquisitie samenhing, ontvluchtten veel conversos later Iberië alsnog. In tegenstelling tot wat veelal wordt aangenomen, vervolgde de Inquisitie vóór de uitvaardiging van het verdrijvingsedict geen Joden die zich niet tot het christendom bekeerd hadden. De Inquisitie had over hen namelijk geen jurisdictie. Dat neemt niet weg dat de Katholieke Kerk in de door de Reconquista weer onder christelijke heerschappij gekomen Spaanse gebieden de niet-Joodse bevolking tegen de Sefardim opstookte als gevolg waarvan het regelmatig tot pogroms kwam.
De nakomelingen van de Sefardim dragen heden ten dage vaak nog Spaanse of Portugese namen en onderscheiden zich inzake riten en gebruiken van andere Joodse groepen, zoals de Midden- en Oost-Europese Asjkenazim. Voorbeelden van Sefardische namen zijn Suaso da Lima da Prado, Belinfante, Bueno de Mesquita, del Castilho, Mendes, Pimentel, Vas Dias, Texeira, Texeira de Mattos, Querido, Rodrigues de Miranda, Coutinho, Da Pinta, Cohen de Herrera, De Castro, De Pinto, Gomes, Peres, da Costa, Pereira, Spinosa, Sosa, Salvador, Udo; enz. Een bekende Sefardische Jood was de filosoof Spinoza, die vanwege zijn denkbeelden echter uit de toenmalige Sefardische gemeenschap van Amsterdam werd verstoten.

### Recht op terugkeer
Ruim 515 jaar na het Verdrijvingsedict hebben de afstammelingen van de Sefardim onder voorwaarden recht gekregen op de Portugese of Spaanse nationaliteit. Ze hoeven daarvoor niet de nationaliteit van hun huidige woonland op te geven.
In april 2013 nam het parlement van Portugal unaniem een wet aan die dit recht vestigde, en in juni 2014 deed het Spaanse kabinet hetzelfde. Sefardim die een beroep doen op deze wetten moeten erkend zijn door een commissie of een rabbijn in hun woonland, moeten de Portugese of Spaanse taal machtig zijn en moeten een cultuurtest afleggen. Toen de Spaanse wet op 1 oktober 2015 in werking trad, hadden 4302 personen aan deze eisen voldaan. Zij waren vooral ingezetenen van Marokko, Turkije en Venezuela.

## De Nederlandse Sefardim
In de nieuwe vestigingslanden kwamen de Sefardim - getrouw hun gewoonte - vaak in de handel terecht. In Nederland werd dat nog eens extra gestimuleerd omdat gilden (in die tijd verbonden van ambachtslieden) geen Joden toelieten. Er restte de Sefardim dus ook niets anders dan handel en/of bankzaken. Een aantal van de Sefardim die naar de Nederlanden kwamen, was relatief welvarend. Hun welvaart kwam onder meer tot uitdrukking in de bouw van de Portugese Synagoge in Amsterdam.
Tot de 18e eeuw ging het de meeste Sefardim in Nederland voor de wind. Na de Gouden Eeuw kregen de handelaren het moeilijker omdat Nederland in een economische malaise terechtkwam. Tot de 18e eeuw, en in mindere mate in de 19e eeuw, speelden Sefardim in Nederland een belangrijke rol in het culturele leven. De Synagoge Kahal Zur Israel die de Sefardim in 1636 in Recife bouwden, in de toenmalige Nederlandse kolonie Nieuw-Holland, wordt beschouwd als de oudste synagoge van de Nieuwe Wereld.
Koning Willem I der Nederlanden erkende Joodse adellijke titels die door andere vorsten waren toegekend, zoals de ridder Abraham Salvador die een Nederlands jonkheer werd.
Net als de andere Joden in Nederland werden ook de Sefardim het slachtoffer van de Duitse bezetting. De nazi's hebben duizenden Sefardim van al hun bezit beroofd, gedeporteerd en vermoord. De tot de Nederlandse adelstand behorende Sefardische Joden, zoals de nakomelingen van Manuel Lopes Suasso werden met name vervolgd.
In 2015 promoveerde Jaap Cohen op een onderzoek naar de geschiedenis van de Portugese Joden in de late negentiende en twintigste eeuw, aan de hand van de geschiedenis van de familie Jessurun d’Oliveira. Hij besteedde in het bijzonder aandacht aan het zelfbeeld van de Portugese Joden, hun relatie met de Hoogduitse Joden, en hun positie binnen de Nederlandse samenleving.

### Bekende Nederlandse Sefardim
- Menasseh Ben Israel (1604-1657), schrijver, rabbijn, geleerde, diplomaat, drukker en uitgever
- Baruch Spinoza (1632-1677), filosoof
- Isaäc da Costa (1798-1860), dichter en historicus
- Samuel Sarphati (1813-1866), arts, chemicus, weldoener en broodfabrikant
- Arnold Aletrino (1858-1916), schrijver en arts
- Emanuel Querido (1871-1943), uitgever
- Israël Querido (1872-1932), schrijver
- Monne de Miranda (1875-1942), politicus
- Elsa Pereira-d’Oliveira (1913-1998), arts
- Maup Caransa[5] (1916-2009), onroerendgoedhandelaar
- George Maduro (1916-1945), militair en verzetsheld
- Hans Ulrich Jessurun d'Oliveira (1933), jurist en letterkundige
- Uri Coronel (1946-2016), voetbalbestuurder